# Crelan-AA Drink
Crelan-AA Drink was een Belgische wielerploeg. Het team was opgericht in 1992 en kwam van 2002 tot 2013 uit in de continentale circuits. Het team was voornamelijk samengesteld uit Belgische renners.
De hoofdsponsor van de ploeg was de Belgische bank Landbouwkrediet, maar sinds een fusie in 2013 heet de bank, en daarmee ook de wielerploeg, Crelan. In 2007 en 2008 was het mineraalwater Tönissteiner cosponsor, in 2009 het Italiaanse fietsmerk Colnago. Vanaf 2012 is de cosponsor Euphony en is de ploeg actief onder de naam Landbouwkrediet-Euphony.
Op 15 oktober 2010 overleed de algemeen manager van de ploeg Claude Vancoillie aan een langdurige ziekte in het ziekenhuis van Moeskroen.
Na het seizoen 2013 stopte de ploeg met wegwielrennen. In 2014 had de ploeg twee renners onder contract: Sven Nys en Sven Vanthourenhout, beide veldrijders. Ook werd er van fietsmerk veranderd, van Colnago naar Trek.

## Ex-Landbouwkrediet
- Dirk Bellemakers
- Ludo Dierckxsens
- Jacky Durand
- Filip Meirhaeghe
- Maxime Monfort
- Jaroslav Popovytsj
- Nico Sijmens
- Rolf Sørensen
- Tom Steels
- Tomas Vaitkus
- Jurgen Van De Walle

## Grote Rondes
| Jaar | Ronde van Italië       | Ronde van Italië | Ronde van Frankrijk | Ronde van Frankrijk | Ronde van Spanje   | Ronde van Spanje |
| Jaar | hoogste klassering     | etappewinst      | hoogste klassering  | etappewinst         | hoogste klassering | etappewinst      |
| ---- | ---------------------- | ---------------- | ------------------- | ------------------- | ------------------ | ---------------- |
| 2002 | 12e Jaroslav Popovytsj |                  | geen deelname       | geen deelname       | geen deelname      | geen deelname    |
| 2003 | 3e Jaroslav Popovytsj  |                  | geen deelname       | geen deelname       | geen deelname      | geen deelname    |
| 2004 | 5e Jaroslav Popovytsj  |                  | geen deelname       | geen deelname       | geen deelname      | geen deelname    |